# Кокшарка
Кокша́рка (рос. Кокшарка) — присілок у складі Бабушкінського району Вологодської області, Росія. Адміністративний центр Підболотного сільського поселення.

## Населення
Населення — 127 осіб (2010; 153 у 2002).
Національний склад (станом на 2002 рік):
- росіяни — 99 %